# Rudolf Kolisch
Rudolf Kolisch, né le 20 juillet 1896 à Klamm (Schottwien) et mort le 1er août 1978 à Watertown, est un violoniste autrichien naturalisé américain.

## Carrière
Il est élève à l'Académie de Vienne, étudie le violon avec Otakar Ševčík et la composition d'une part avec Franz Schreker et d'autre part, en cours privés, avec Arnold Schoenberg de 1919 à 1921. Celui-ci devient son beau-frère car sa sœur Gertrud devient la seconde épouse de Schoenberg. En 1922 il fonde le Quatuor Kolisch qui crée de nombreuses œuvres de compositeurs de la Seconde école de Vienne, et notamment la première intégrale des quatuors de Schoenberg. Il part pour l'Amérique où il dissout son quatuor en 1939 et devient en 1942 premier violon du Quatuor Pro Arte. Il devient professeur à l'université du Wisconsin à Madison et est nommé artiste-résident au conservatoire de Boston.
Après un accident à la main gauche, il apprend à rejouer à l'envers, maniant l'archet de la main gauche.

## Source
Alain Pâris, Dictionnaire des interprètes, Bouquins/Laffont p. 516